# Wasserversorgung Lausanne

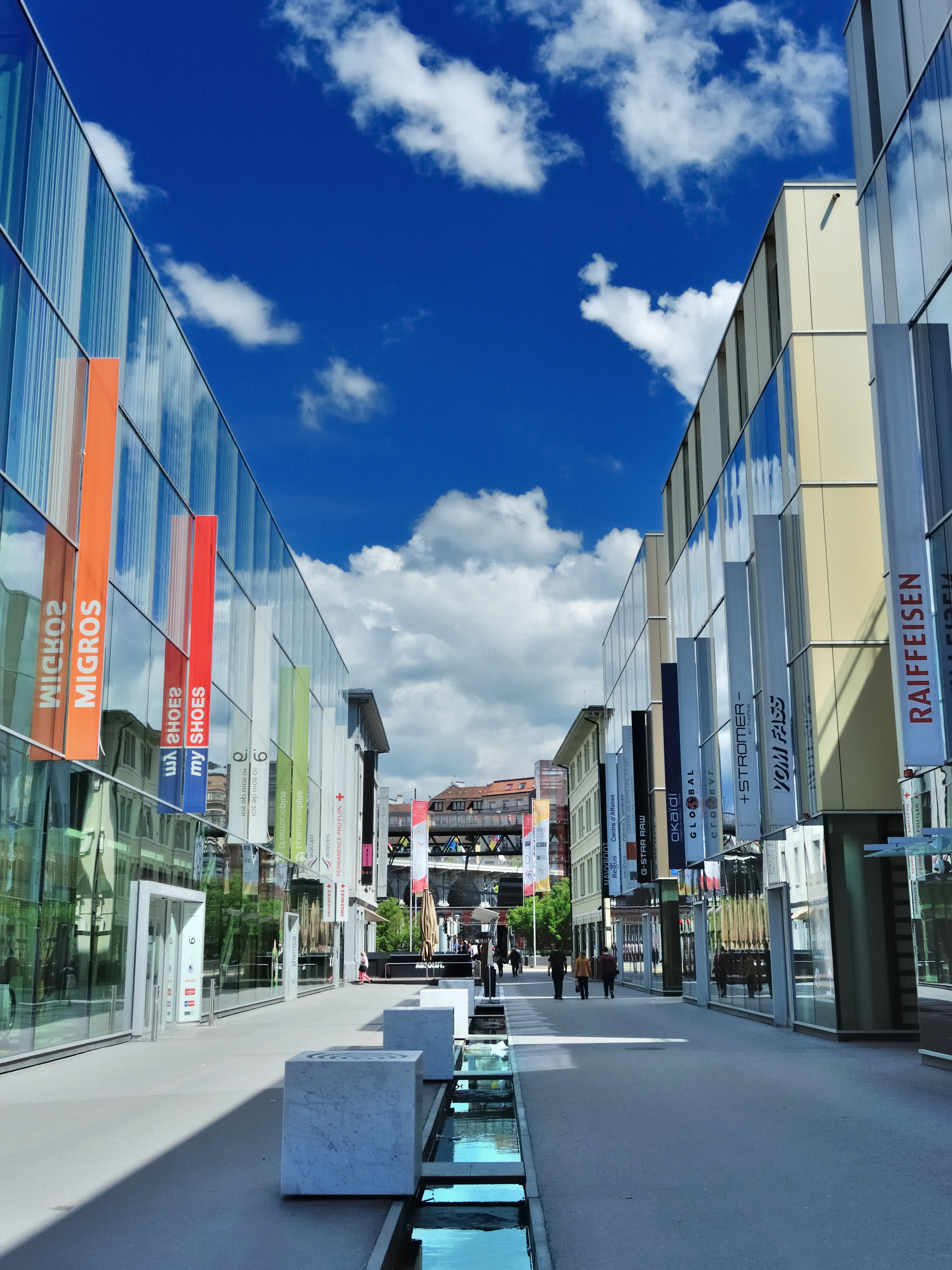
Strassenbrunnen Fontaine du Flon

Die Wasserversorgung Lausanne (französisch Service de l’eau) ist ein Schweizer Infrastrukturunternehmen mit Sitz in Lausanne im Kanton Waadt. Sie bildet eine Verwaltungsabteilung der Stadt Lausanne und untersteht der städtischen Verwaltungsdirektion «Sicherheit und Wirtschaft».
Der Betrieb ist für die Wasserversorgung zuständig. Diese gehört nicht zum Bereich der Services industriels de Lausanne (SiL), die für die Energieversorgung von Lausanne verantwortlich ist.

## Geschichte
Die Wasserversorgung der Stadt lag lange Zeit in den Händen der privaten, 1869 gegründeten Société des eaux de Lausanne. Nach jahrzehntelangen intensiven Diskussionen darüber, ob die technische Infrastruktur in private oder in öffentliche Verantwortung gehören soll, kaufte die Stadt 1901 das private Wasserwerk und gründete den Service des eaux communal.
1899 kaufte die Stadt Lausanne, deren Wasserbedarf stetig zunahm, der Société électrique Vevey-Montreux einen Teil der Wasserrechte ab, die diese in Château-d’Oex im Pays d’Enhaut besass. Die Elektrizitätsgesellschaft von Vevey und Montreux bezog das Wasser durch den bis 1901 gebauten Stollen in den Voralpen bis nach Sonzier oberhalb von Montreux und produzierte damit den Strom für den Betrieb der elektrischen Strassenbahn von Vevey nach Chillon.  Eine zusätzliche Menge Wasser erhielt die Stadt Lausanne aus dem gleichen Gebiet. Ein 23 Kilometer lange Wasserleitung führt zum Wasserreservoir Montalègre in Lausanne. Zusätzlich erschloss das städtische Wasserwerk die Quelle von Pont-de-Pierre am Fluss Baye de Montreux, in der Nähe von Sonzier. Die Leitung durchquert das Weinbaugebiet des Lavaux; der Bau der Leitungsgräben, Rohrstollen und Leitungsbrücken erforderte einen grossen technischen Aufwand.
Das Stadtwerk bezieht Wasser auch aus dem Lac de Bret bei Puidoux, von Quellen am Jurafuss und von einigen Grundwasserpumpwerken im Gebiet des Jorat nördlich von Lausanne.

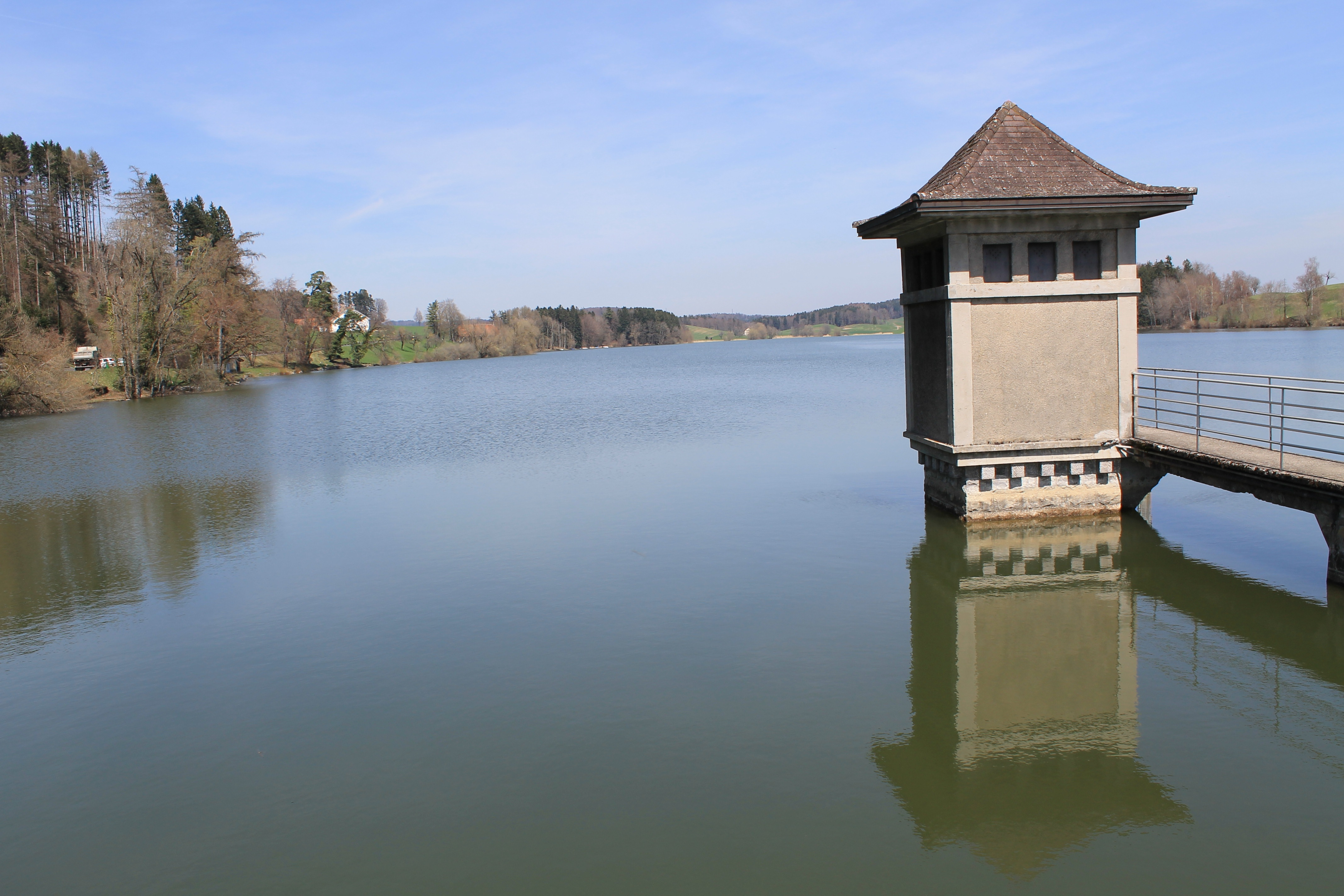
Trinkwasserspeicher Lac de Bret

Im 20. Jahrhundert ergänzte das städtische Wasserwerk das Versorgungssystem um zwei Seewasserwerke am Genfersee in Lutry und in Saint-Sulpice. Das 1932 gebaute Seewasserpumpwerk bei Lutry fasst das Wasser im See in der Tiefe von 60 m und fast einen halben Kilometer vom Seeufer entfernt. Gleichzeitig liess die Stadt zwei neue Wasserreservoirs bauen. Im neuen Werk Lutry aus dem Jahr 2000 wird das Seewasser nach der Fassung gefiltert und desinfiziert, bevor es in das Trinkwassernetz von Lausanne gepumpt wird.
Das Versorgungsnetz von Lausanne umfasst zahlreiche Wasserreservoirs. Das älteste war das Reservoir Calvaire im Quartier Sallaz, das 1868 gebaut wurde und 2014 durch einen neuen Wasserspeicher ersetzt wurde. Über das Leitungsnetz werden mehr als 300 öffentliche Brunnen auf dem Stadtgebiet gespiesen.
Das Abwasser mit dem von ihm mitgeführten Unrat wurde bis nach der Mitte des 20. Jahrhunderts den Bächen und Flüssen im Stadtgebiet zugeführt, die es in den Genfersee trugen. Die Flüsse Flon und Louve wurden seit dem 19. Jahrhundert abschnittsweise in ihrem Unterlauf eingedolt und als Kanalisation benützt. 1964 sind sie umgeleitet zur neu gebauten Abwasserreinigungsanlage bei Vidy am Genfersee. Die 1996 modernisierte Anlage behandelt das Abwasser aus 16 Gemeinden.